# Holzbachtal (Saarland)
Das Naturschutzgebiet Holzbachtal liegt im Landkreis Merzig-Wadern im Saarland.

## Beschreibung
Das etwa 58 ha große Gebiet, das im Jahr 2015 unter Naturschutz gestellt wurde, befindet sich in der Gemarkung von Weiskirchen. Es erstreckt vom nordwestlichen Rand der Gemeinde Weiskirchen etwa 1 km in nordwestlicher Richtung bis zur Landesgrenze zwischen Saarland und Rheinland-Pfalz. Der namensgebende Holzbach entspringt nordwestlich und durchfließt das Gebiet in seiner gesamten Länge.

## Schutzzweck
Schutzzweck des Naturschutzgebiets Holzbachtal ist die Erhaltung der dort vorhandenen Lebensraumtypen, insbesondere der Auenwälder mit Schwarz-Erlen und Eschen sowie der artenreichen montanen Borstgrasrasen auf Silikatböden. Darüber hinaus soll das für den Naturraum Hunsrück charakteristische Bachtal mit seinen geologisch markant ausgeprägten Felsformationen, Blockschutthalden und Steinrauschen erhalten werden.